# Esquirol llistat de galtes grogues
L'esquirol llistat de galtes grogues (Neotamias ochrogenys) és una espècie de rosegador de la família dels esciúrids. És endèmic de Califòrnia (Estats Units). S'alimenta de llavors, fruita, fongs i insectes. El seu hàbitat natural és el sotabosc dels boscos costaners de sequoiòidies i boscos mixtos de coníferes. És una espècie en risc mínim, és a dir, no sembla que hi hagi cap amenaça significativa per a la seva supervivència.